# Formosa Vũng Áng

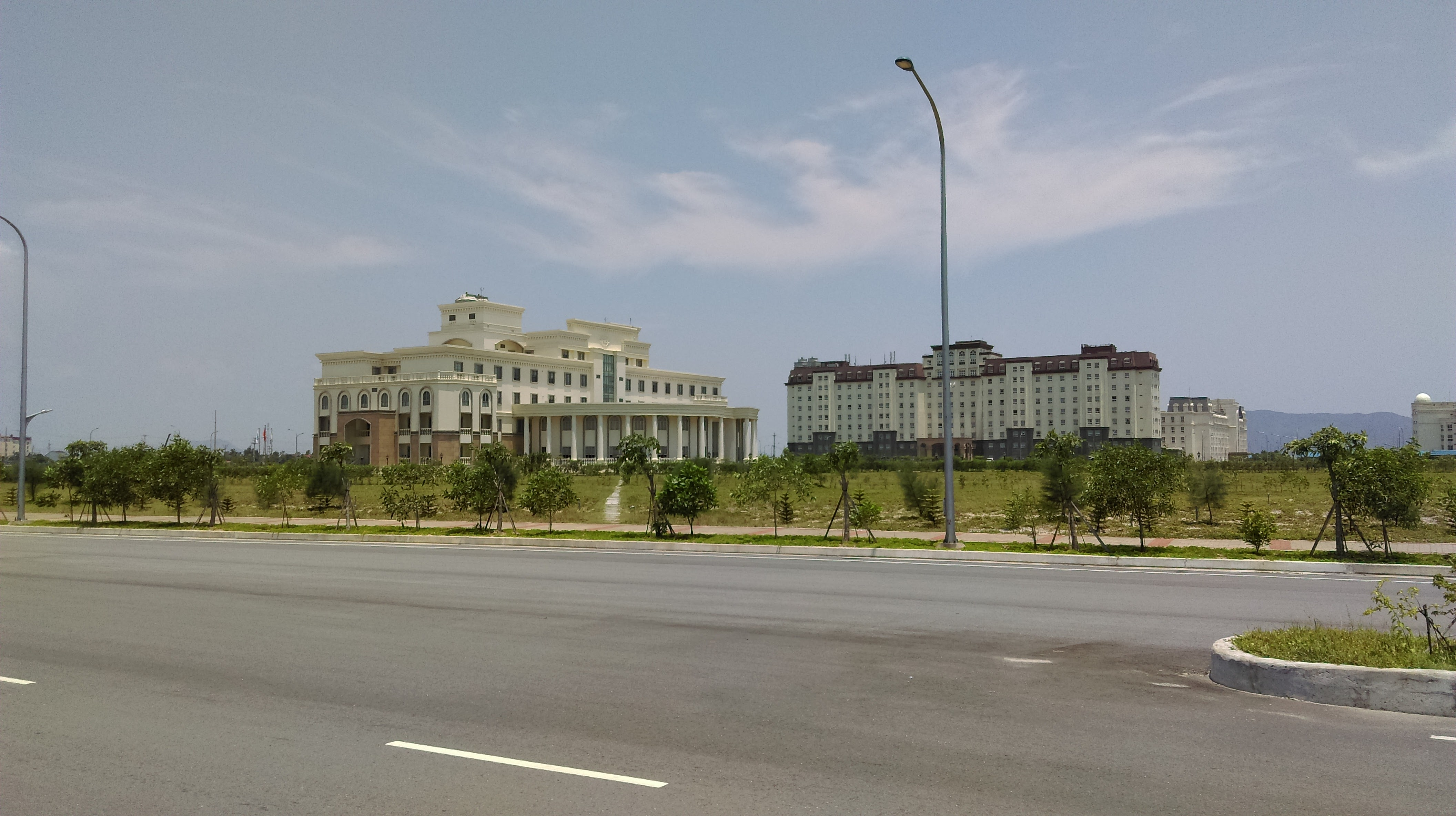

Formosa Vũng Áng  là một công ty nằm trong khu kinh tế Vũng Áng, Hà Tĩnh. Formosa có tên chính thức là Công ty TNHH gang thép Hưng Nghiệp Formosa Hà Tĩnh (FHS), chi nhánh của Tập đoàn nhựa Formosa, Đài Loan.
Formosa là chủ đầu tư dự án khu liên hợp gang thép và cảng nước sâu Sơn Dương bắt đầu từ năm 2008 với tổng vốn đầu tư gần 10 tỷ USD (công suất hơn 10 triệu tấn/năm ở giai đoạn I) và đang có kế hoạch tăng vốn lên 27 tỷ USD (20 triệu tấn/năm ở giai đoạn II).
Tổng diện tích thực hiện dự án hơn 3.300ha, bao gồm diện tích đất liền hơn 2.025ha và diện tích mặt nước hơn 1.293ha (cảng Sơn Dương) . Thời gian thuê đất là 70 năm, tiền thuê đất hơn 96 tỷ đồng cho toàn bộ thời gian thuê.

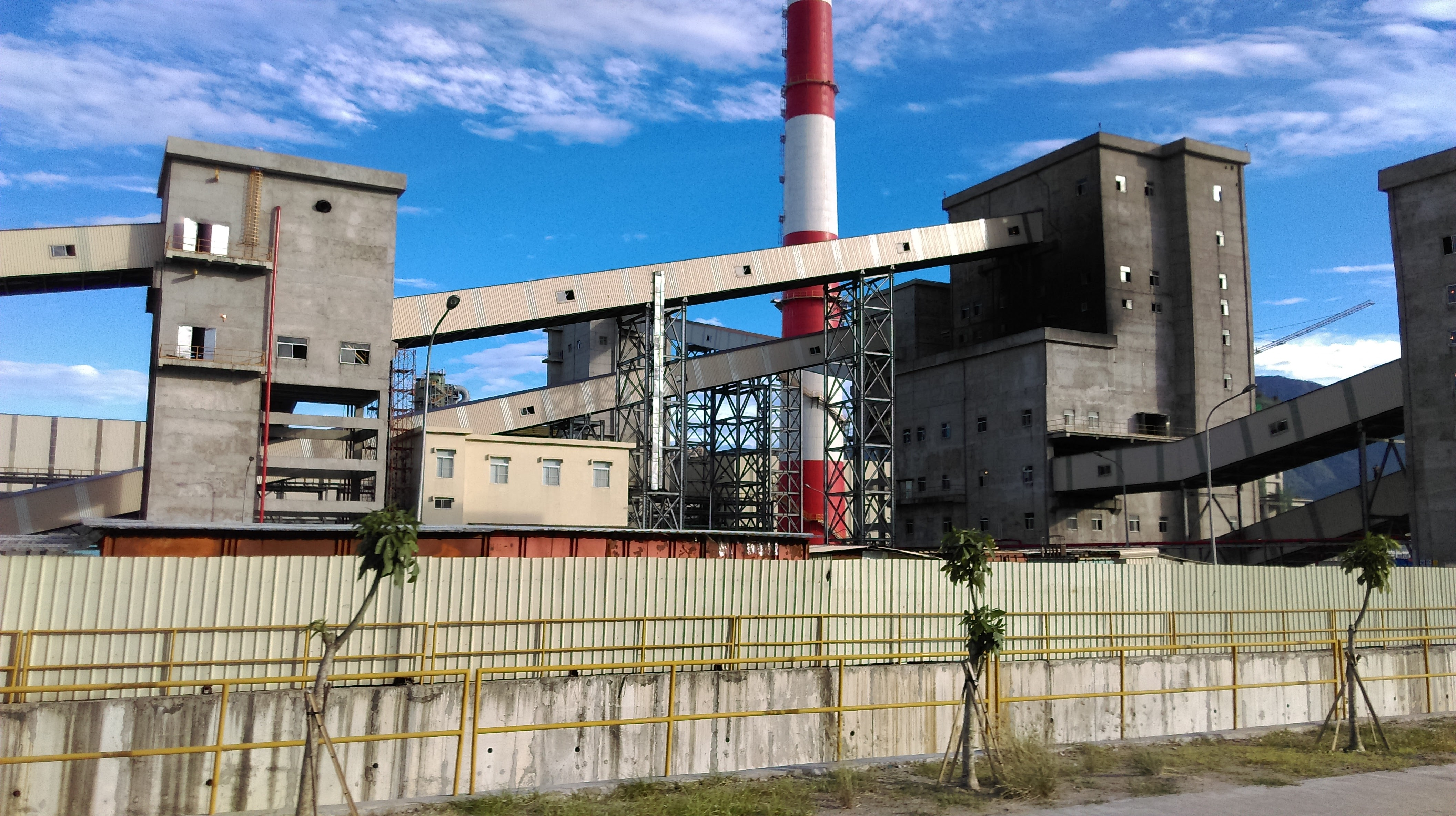

FHS đăng ký kinh doanh 11 ngành nghề, một số ngành nghề quan trọng như: chế tạo và mua bán gang thép; kinh doanh cảng; sản xuất ximăng; kinh doanh nhà máy nhiệt điện và nhà máy xử lý nước; xây dựng, lắp đặt, vận hành và kinh doanh nhà máy khí, bán các khí nén và các khí chất lỏng sử dụng trong công nghiệp như oxy, nitơ...; chế tạo, gia công, sản xuất, mua bán và xuất nhập khẩu các sản phẩm liên quan quá trình luyện than cốc, hắc ín, dầu thô nhẹ, và kinh doanh bất động sản.

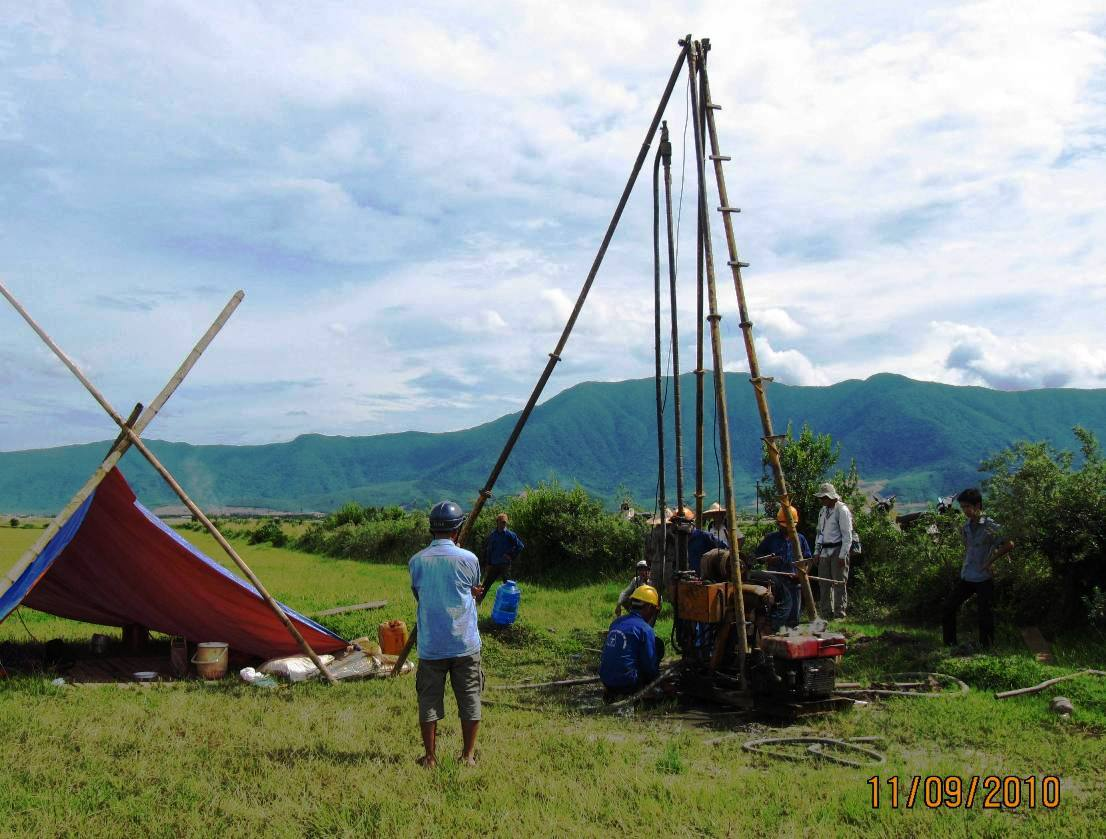
Khoan khảo sát nền móng công trình
tại Formosa Vũng Áng, 2010

## Hoạt động
Dự án Khu liên hợp gang thép và cảng Sơn Dương Formosa Vũng Áng Hà Tĩnh (Dự án) của Công ty TNHH Gang thép hưng nghiệp Formosa Hà Tĩnh (Công ty Formosa Hà Tĩnh) được cấp Giấy chứng nhận đầu tư năm 2008 với tổng số vốn đăng ký đầu tư giai đoạn 1 của dự án là 10,548 tỷ USD với các hạng mục công trình chính: 
- (i) Nhà máy liên hợp gang thép công suất 7,5 triệu tấn/năm, sau khi hoàn thành giai đoạn 1, sẽ tiếp tục đầu tư nâng công suất Nhà máy liên hợp gang thép lên 22,5 triệu tấn/năm;

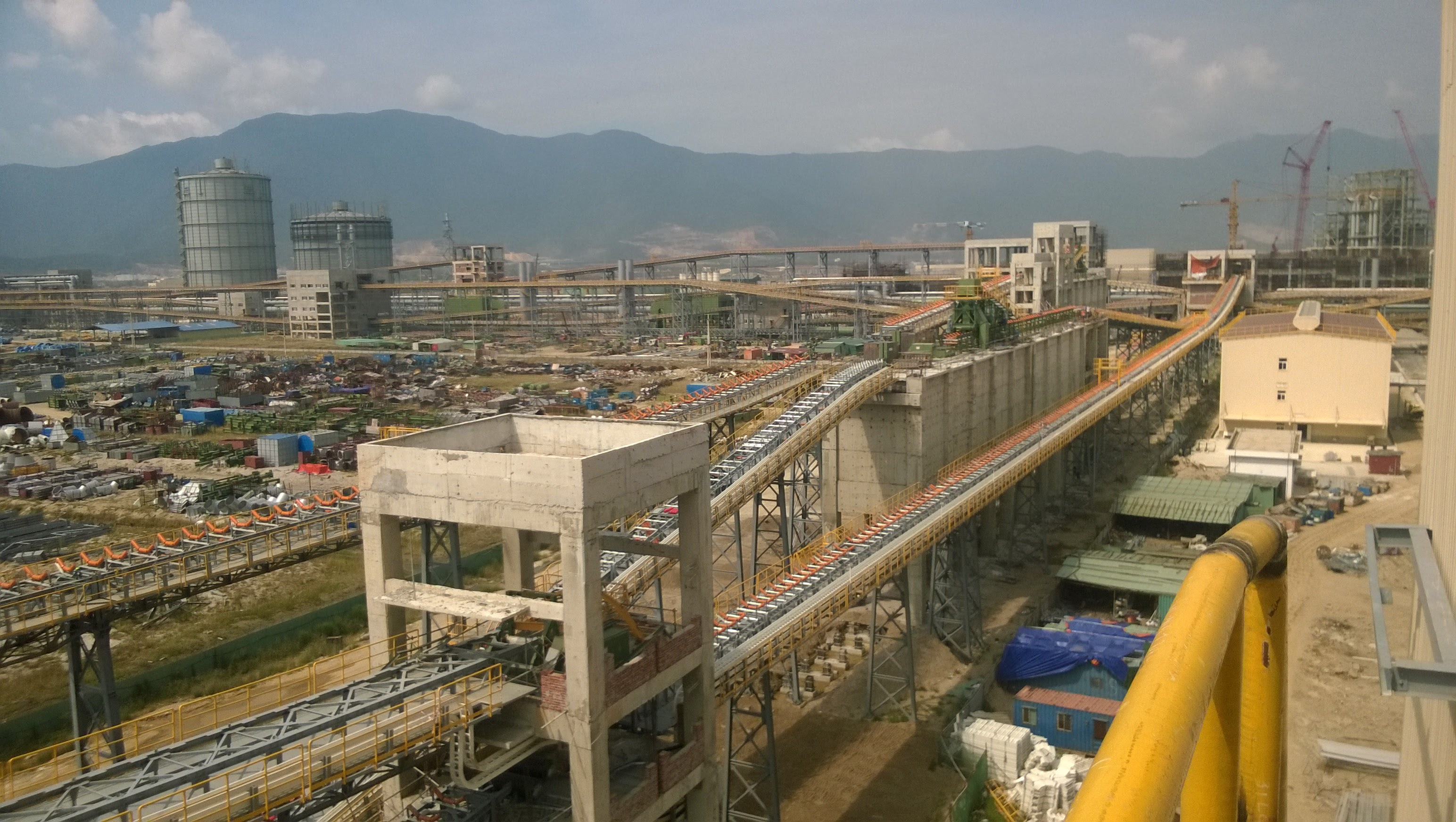

- (ii) Cụm cảng Sơn Dương với 11 bến tàu ở giai đoạn một trong tổng số 32 bến tàu;

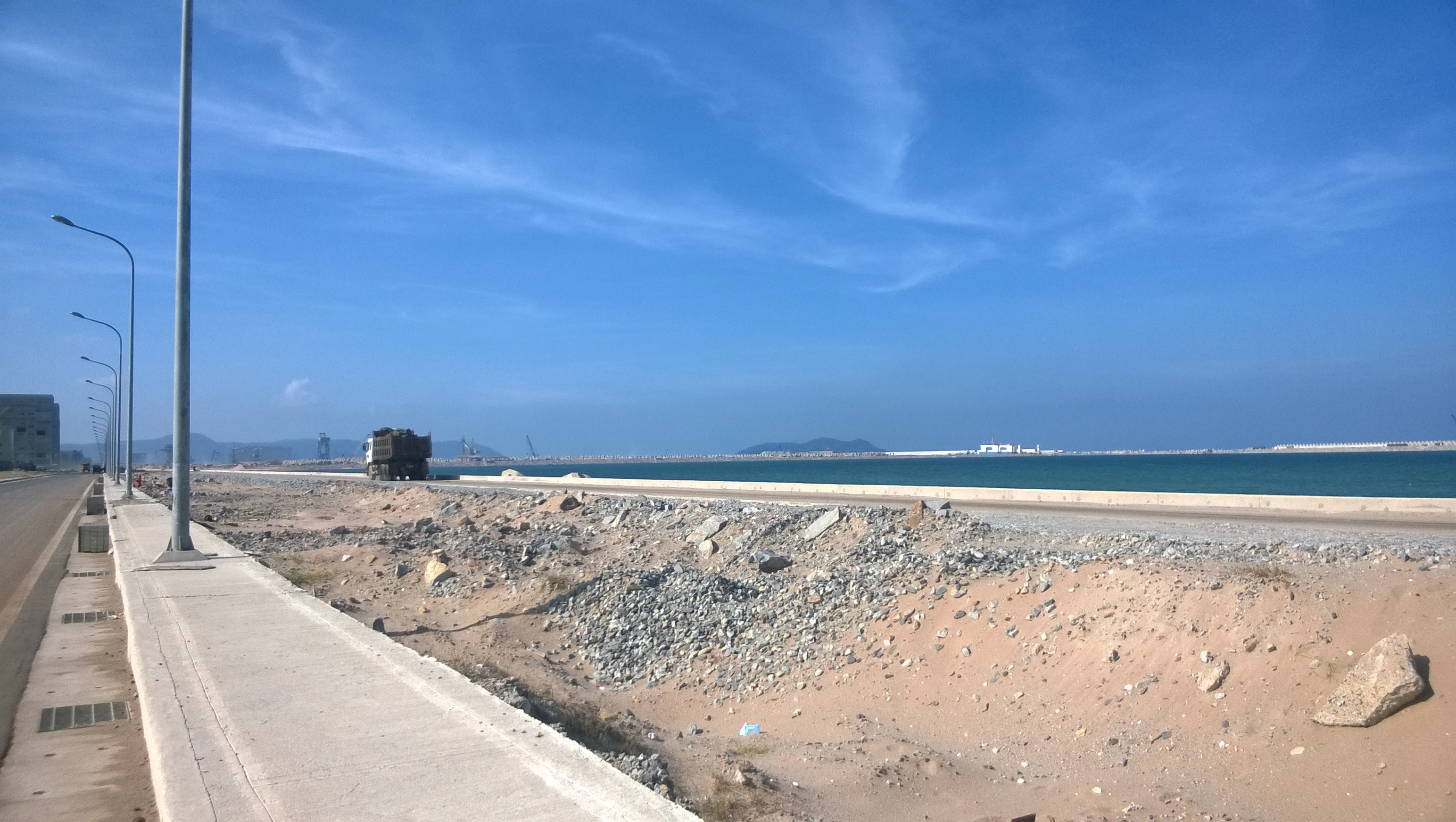

- (iii) Tổ hợp Nhà máy Nhiệt điện Formosa với tổng công suất 650MW, bao gồm 5 tổ máy phát điện.

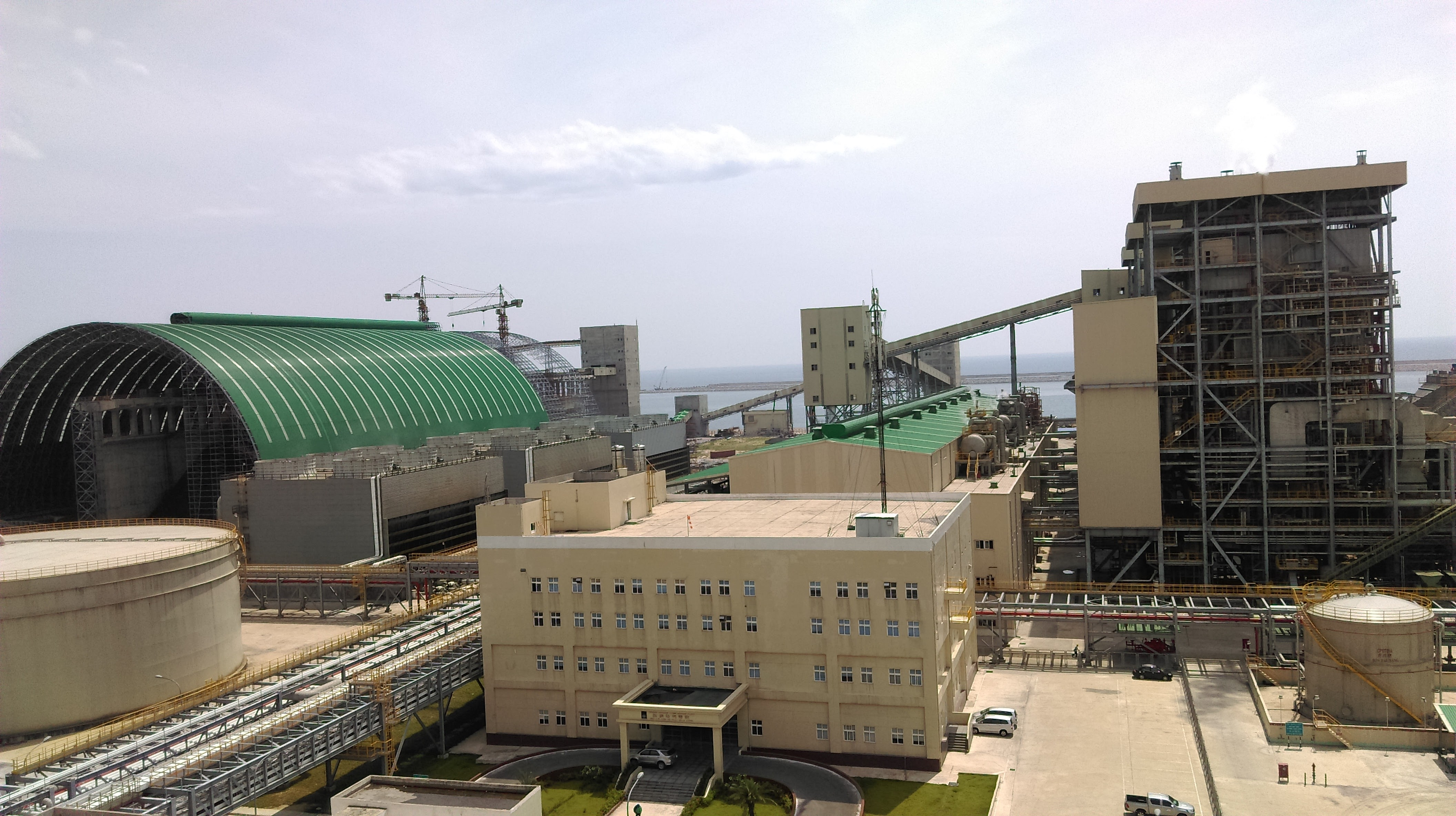
Nhà máy Nhiệt điện Formosa

Theo Ban quản lý các khu kinh tế Hà Tĩnh, (7/2014) trên công trường Formosa có 24.000 lao động đến từ 31 quốc gia, vùng lãnh thổ đang làm việc, trong đó có khoảng 22.000 lao động VN. Số lao động nước ngoài đến nay có 2.000 người, trong đó phần lớn là chuyên gia Đài Loan với khoảng 1.200 người, Trung Quốc đứng thứ nhì với khoảng 450 lao động...

### Ưu đãi
Khi vào Việt Nam, chủ đầu tư dự án Formosa nhận được nhiều ưu đãi chưa từng có như được hưởng thuế thu nhập doanh nghiệp 10% (doanh nghiệp trong nước là 22%), miễn thuế thu nhập trong bốn năm và giảm 50% số thuế phải nộp trong 9 năm tiếp theo; được miễn thuế nhập khẩu máy móc, thiết bị; miễn thuế tài nguyên với hoạt động hút cát san nền....
Thậm chí để đảm bảo ổn định đầu tư, tại khoản 7, Điều 4, Hợp đồng thuê đất ngày 6/2/2009 quy định "đảm bảo không thu hồi đất vì mục đích cộng đồng và phát triển kinh tế hay các mục đích khác; Đối với thu hồi đất vì lý do quốc phòng, an ninh, hai bên tiến thảo luận đi đến thống nhất bồi thường dứt điểm trước khi thực hiện". Như vậy, dự án không bị chi phối bởi Điều 38, Luật Đất đai 2003.

### Cạnh tranh sản phẩm nội địa
Nhiều chuyên gia cho rằng, Việt Nam đã "cho" quá nhiều để thu hút được một dự án đầu tư lớn. Trong bài toán đầu tư này, Việt Nam mất nhiều hơn được nhất là trong hoàn cảnh ngành sắt thép đang dư thừa, doanh nghiệp thép trong nước gặp khó khăn như hiện nay. Ông Lê Phước Vũ, Phó chủ tịch Hiệp hội Thép Việt Nam (VSA) cho rằng, ngành thép Việt Nam đang nằm trong thế trận cạnh tranh sống còn. Nguy cơ bị thôn tính rất cao.

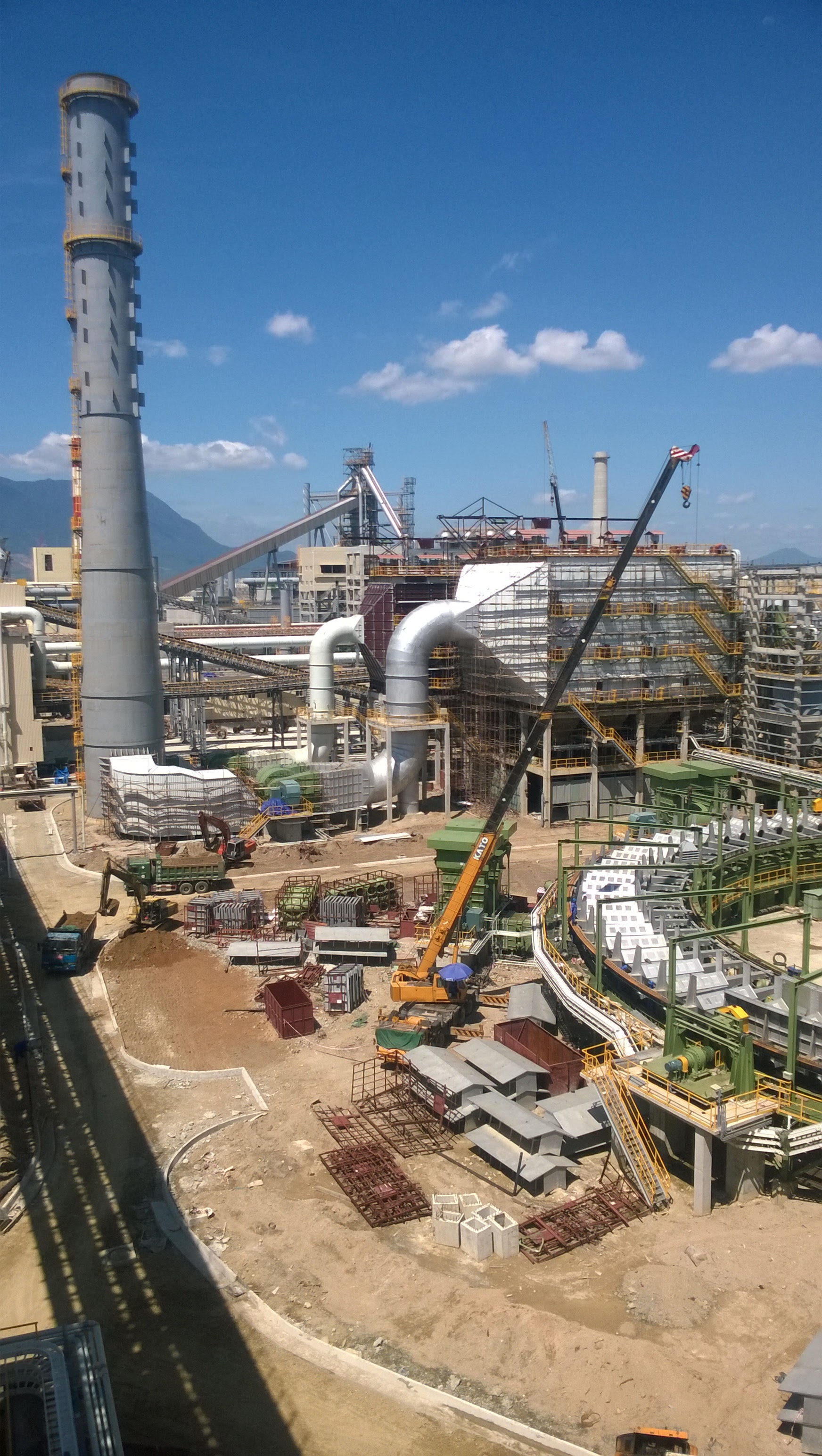

VSA cho biết, lượng thép tiêu thụ tháng 4/2014 chỉ đạt 443.600 tấn, giảm gần 15% so với tháng trước. Lượng thép tồn kho hơn 255.000 tấn. Nhiều nhà máy vẫn phải tiết giảm sản xuất, chỉ chạy 50-60% công suất. Trong khi đó với một dự án sản xuất thép với nhiều ưu đãi như Formosa đang vô tình đặt doanh nghiệp nội vào thế cạnh tranh khốc liệt ngay tại sân nhà.

#### Ý kiến chuyên gia kinh tế
- Chuyên gia Phạm Chi Lan cho là: "Cho họ rất nhiều ưu đãi như vậy thì có nghĩa tạo cho họ một sân chơi khác hẳn so với các doanh nghiệp thép đang làm trong nước. Như vậy khi thép Formosa hình thành có thể giết chết hàng loạt doanh nghiệp thép trong nước của Việt Nam".[4]
- TS Lê Đăng Doanh đặt câu hỏi: "Ưu đãi như vậy thì các doanh nghiệp khác của ngành thép trong nước sẽ cạnh tranh làm sao? Điều rất đang lo ngại hơn đó là các biện pháp đặc biệt này không dừng ở đó và trong tương lai sẽ có bao nhiêu Formosa nữa đang chờ?".[4]

## Môi trường

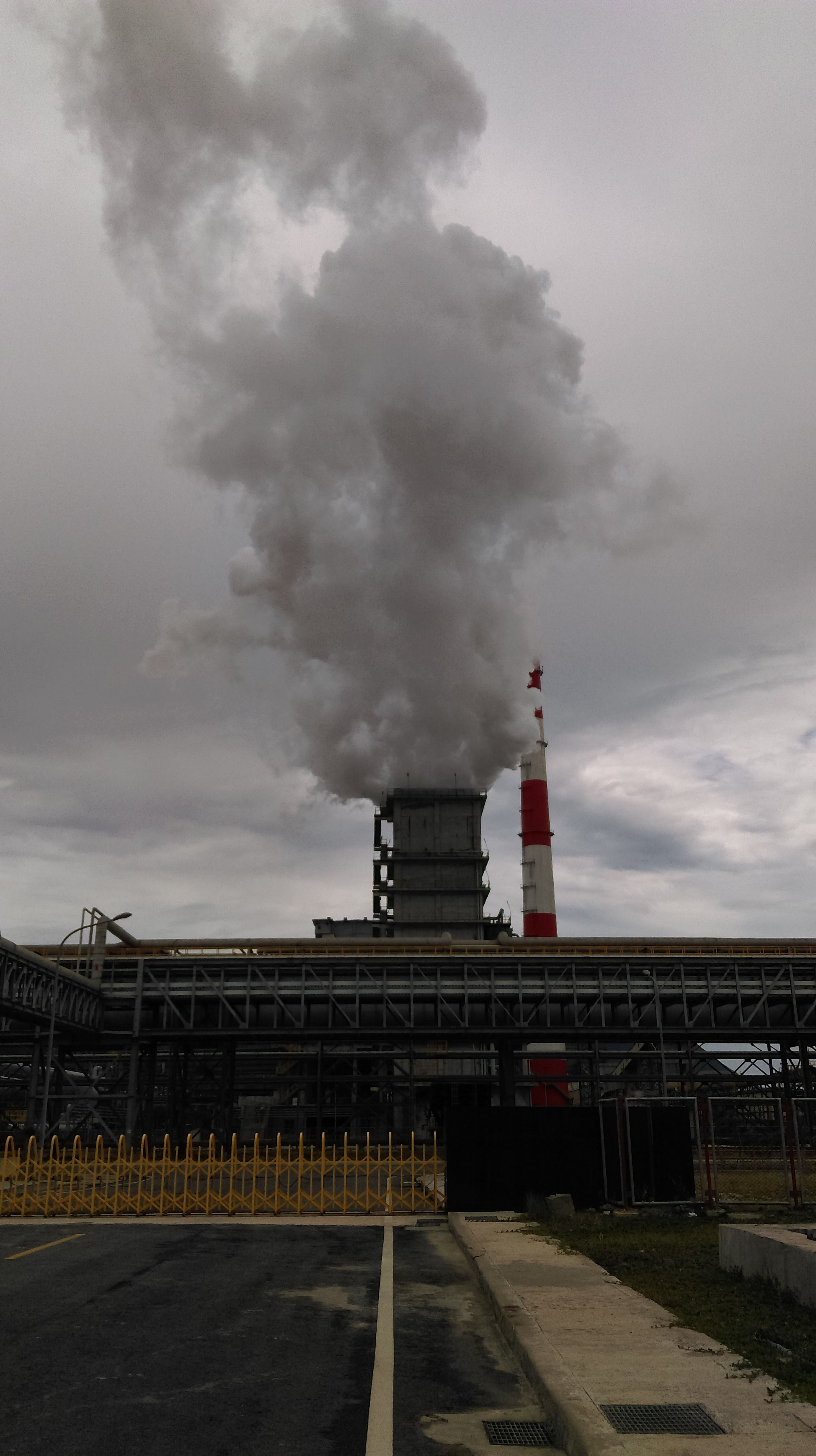

Formosa là một dự án thuộc lĩnh vực luyện kim (có gắn với cảng biển và sản xuất nhiệt điện tự dùng). Công nghệ của nhà máy thuộc loại lạc hậu (phải sử dụng coke để luyện gang). Quy trình sản xuất gang thuộc loại liên hoàn và liên tục. Khối lượng chất thải các loại (rắn, lỏng, khí) rất lớn, có chứa nhiều chất độc hại, và được thải ra liên tục. Chỉ riêng chất thải lỏng được phê duyệt thải ra môi trường lên tới hàng chục nghìn m³/ngày.

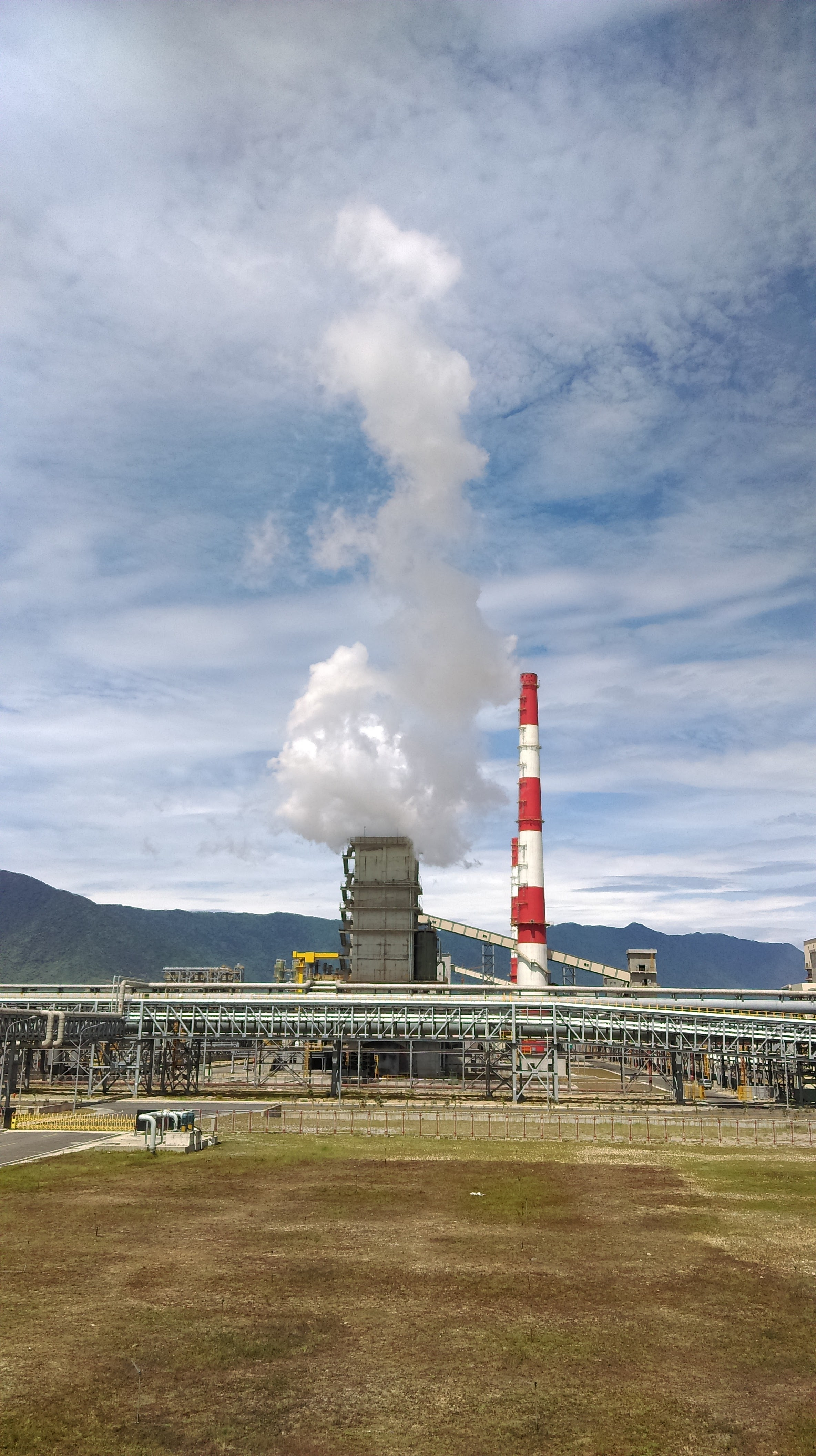

Thế nhưng, việc quan trắc, giám sát từ phía các cơ quan Nhà nước lại chỉ thực hiện theo chu kỳ. Đặc biệt, việc xử lý các chất cực độc phát sinh từ công nghệ luyện coke-gang-thép đã không được kiểm soát khách quan và liên tục. Đây là một kẽ hở lớn mà chủ đầu tư có thể lợi dụng để chỉ cần trong vòng vài phút có thể thải hết ra biển hàng tấn chất cực độc như Chlorine, Phosphorous, Arsenic.

## Các sai phạm và sự cố
Ngày 11 tháng 7 năm 2014, Tỉnh ủy Hà Tĩnh đã ra thông báo không đồng ý đề xuất xây miếu thờ. Tuy nhiên, phía Formosa vẫn tiếp tục xây miếu thờ trong dự án và đã hoàn tất phần thô. Cuối cùng cũng chấp nhận tháo dỡ.
Ngày 25 tháng 3 năm 2015, một vụ sập giàn giáo đã xảy ra tại đây khiến 13 người tử vong tại chỗ
Ngày 8 tháng 12 năm 2015, Formosa Vũng Áng xây tòa tháp "biểu tượng tinh thần" cao 32m nhưng chưa được cấp phép.

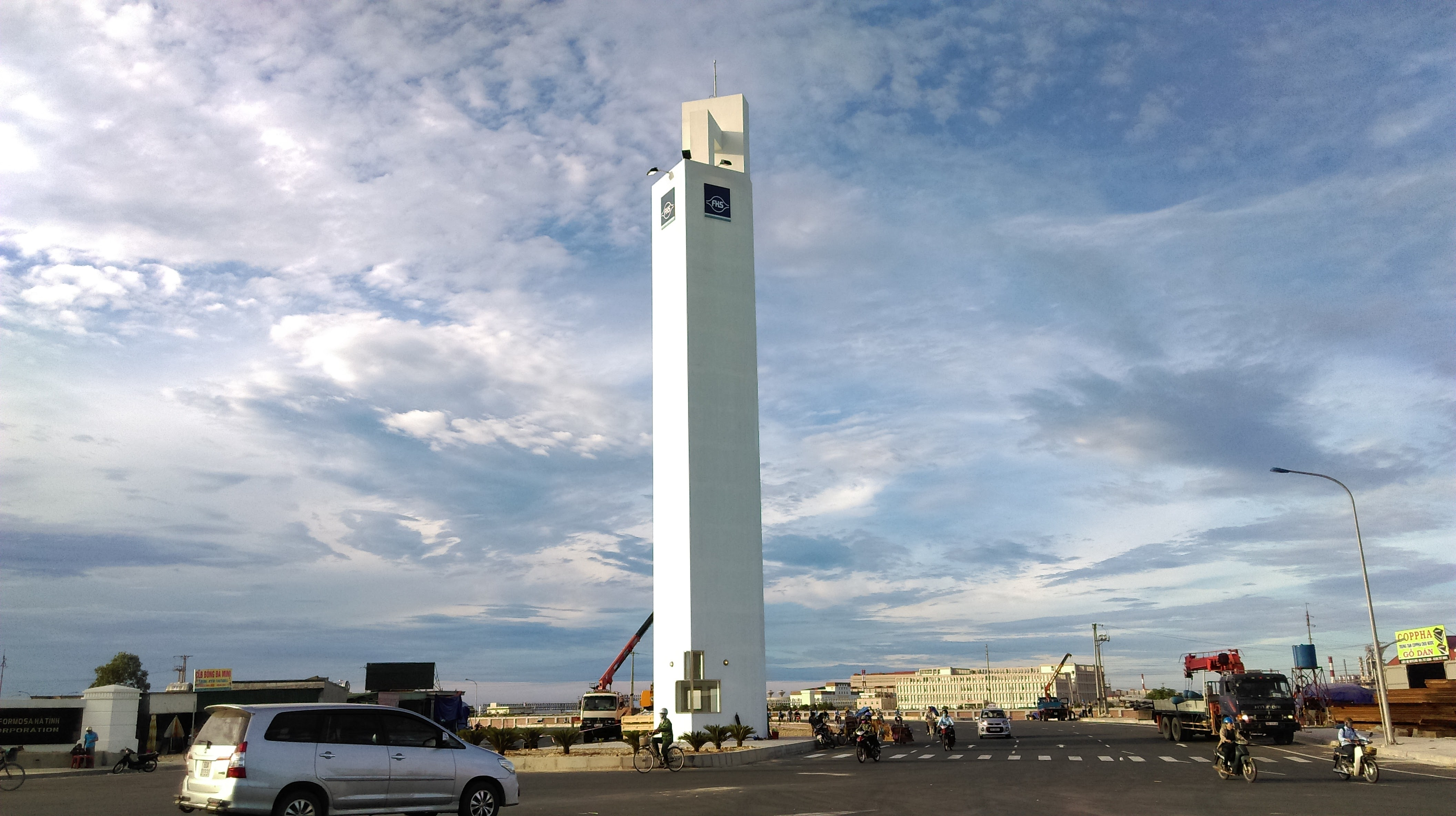
Tháp tại Ngã ba Formosa

Ngày 25 tháng 4 năm 2016, thợ lặn Lê Văn Ngẩy (46 tuổi) tử vong sau khi lặn vùng nước bị ô nhiễm tại khu vực này.

### Tập đoàn mẹ
Năm 2009, tổ chức bảo vệ môi trường của Đức Quỹ Ethecon đã trao giải "Hành tinh đen" cho Tập đoàn nhựa Formosa, Đài Loan. Giải này dùng để bêu tên doanh nghiệp gây ảnh hưởng môi trường lớn nhất trong năm.
- Trong thập niên 80, tập đoàn nhựa Formosa xả 63 tấn chất độc ethylendichloride vào khu vực dân cư tại Texas.
- Chỉ riêng trong năm 1990, tại Mỹ có 54 trường hợp nước uống nhiễm độc do Formosa gây ra.
- Năm 1998, Formosa cố thải 3.000 tấn chất thải hóa học ra vịnh Thái Lan, gần cửa biển Sihaoukville, Campuchia.
- Năm 2004, nhà máy Formosa tại Illinois, Mỹ nổ làm chết 6 công nhân và nhiều người khác bị thương. Vụ nổ làm đất, nước, không khí trong khu vực bị ô nhiễm và khiến toàn thể dân cư quanh vùng phải được di tản.
- Năm 2009, các nhà khoa học tại Texas, Mỹ đo được một lượng lớn chất độc trong đất và không khí ở xung quanh nhà máy của Formosa. Những nông dân trong vùng nhận thấy rõ được những thay đổi trong môi trường và thú nuôi.

Chính phủ Mỹ đã nhiều lần phạt Formosa. Năm 2000, Formosa phải đóng phạt 150.000 USD vì vượt mức ô nhiễm không khí cho phép tại Texas. Tháng 9-2009, Formosa bị Sở Tư pháp Mỹ và Cơ quan bảo vệ môi trường Mỹ phạt số tiền lên đến 13 triệu USD.
Tại Đài Loan, Formosa nằm trong top 10 công ty gây ô nhiễm nhất và "đóng góp" đến 25% tổng lượng khí nhà kính của Đài Loan.

## Khắc phục lỗi vi phạm
Theo báo cáo của Formosa ngày 28.12.2016, công ty này đã khắc phục 51/53 lỗi vi phạm, 2 lỗi vi phạm còn lại đang được công ty Formosa khẩn trương khắc phục là: lập kế hoạch ứng phó sự cố tràn dầu cho toàn nhà máy và chuyển đổi công nghệ dập cốc ướt sang khô.

## Công nhân xô xát nhân vụ hạ giàn khoan Hải Dương 981
Khoảng 16g30’ chiều 14 tháng 5 năm 2014, nhân việc phản đối Vụ hạ giàn khoan Hải Dương 981, tại công trường xây dựng lò cao áp đã xảy ra xô xát giữa công nhân người Trung Quốc và công nhân người Việt Nam. Tại cổng chính dự án, một số người đã nói rằng có công nhân người Việt Nam bị người Trung Quốc đánh chết, nên có 5.000 người Việt Nam tụ tập lại và gây gổ với 1.000 người Trung Quốc, bao quanh 3 ngày. Tại thời điểm đó, một số vị trí công trường bị các đối tượng quá khích đốt cháy một số nhà tạm. Đồng thời lợi dụng địa bàn rộng, trời nhá nhem tối, một số đối tượng đã trộm cắp một số vật tư sắt thép, dây điện, máy điều hòa, máy tính cá nhân… Trong quá trình xảy ra vụ việc có một người Trung Quốc tử vong trên đường đưa đi cấp cứu, 149 người bị thương, bị sây sát.

## Nghi vấn xả thải ra biển
Vào tháng 4 năm 2016 xảy ra hiện tượng rất nhiều cá biển chết hàng loạt rồi trôi dạt vào bờ tại vùng biển Vũng Áng (Hà Tĩnh). Hiện tượng này sau đó lan ra vùng biển Quảng Bình, Quảng Trị, Huế. Có nơi mỗi ngày, ngư dân dọc bờ biển vớt được hàng tấn cá chết. Nhiều ý kiến cho rằng hiện tượng trên là do nguồn nước bị ô nhiễm bởi các nhà máy tại khu kinh tế Vũng Áng xả thải gây độc. Qua phân tích, cả nước biển lẫn nước đầm Lăng Cô (Huế) đều bị ô nhiễm, nồng độ PO4 (chỉ tiêu phú dưỡng) ở tầng đáy gấp đôi chỉ số cho phép, làm tăng độ pH trong nước, nhiều khả năng đây là nguyên nhân làm cá chết hàng loạt. Ngoài ra tảo biển phát triển mạnh, cộng với khí độc ở đáy lồng khiến cá thiếu oxy. Từ kết quả phân tích, khả năng cá chết do dịch bệnh đã được loại bỏ.
Ngày 25 tháng 4 năm 2016, ông Hoàng Giật Thuyên - GĐ Phòng An toàn Vệ sinh môi trường của Tập đoàn FHS ở Việt Nam - cho biết, Công ty Formosa (Khu kinh tế Vũng Áng, Hà Tĩnh) có nhập 296 tấn hóa chất, gồm 45 loại, trong ba tháng đầu năm 2016. Điều đáng nói là trong số này có nhiều loại hóa chất mà theo đánh giá của các nhà khoa học là thuộc dạng "độc và cực độc".
Trả lời báo chí, Formosa thừa nhận dùng acid để súc rửa đường ống, đồng thời thừa nhận không thông báo cho chính quyền khi súc rửa "vì không biết quy định này".

## Phát ngôn gây bão của Giám đốc đối ngoại Formosa Hà Tĩnh
Vào ngày 25 tháng 4, Chu Xuân Phàm - trưởng văn phòng Formosa tại Hà Nội phát biểu: "Muốn bắt cá, bắt tôm hay nhà máy, cứ chọn đi. Nếu chọn cả hai thì làm thủ tướng cũng không giải quyết được…"  Chiều 26 tháng 4, Công ty TNHH Gang thép Hưng Nghiệp Formosa Hà Tĩnh đã tổ chức họp báo về việc công ty này xả nước thải ra biển và đã xin lỗi về phát ngôn gây sốc của ông Phàm. Cả ông Phàm cũng có mặt trong buổi họp và cũng xin lỗi về lời nói của mình. Ngày 27 tháng 4, ông Phàm cho biết rằng ông đã bị cho thôi việc.

## Formosa xả thải trên bờ
- Hàng chục tấn chất thải của Công ty Formosa chôn lấp trái phép tại bãi rác thị trấn Thiên Cầm, huyện Cẩm Xuyên vào tháng 5/2015. Bãi rác của thị trấn Thiên Cầm chỉ được phép thu gom rác thải sinh hoạt ở 6 - 7 xã thuộc địa bàn huyện Cẩm Xuyên để xử lý. Do vậy, trước việc Hợp tác xã Dịch vụ sinh thái Thiên Cầm chở chất thải là mẫu bùn bánh được lấy từ xưởng xử lý nước thải sinh hoạt của Công ty Formosa Hà Tĩnh về thì dù độc hại hay không cũng là sai phạm.[24]
- Ngày 13-7, ông Võ Tá Đinh, giám đốc Sở TN&MT Hà Tĩnh cho biết Công ty môi trường đô thị Kỳ Anh đã tiếp nhận, vận chuyển xử lý 267,83 tấn bùn từ Công ty Formosa, được chôn lấp ở trang trại tại phường Kỳ Trinh, Kỳ Anh. ông Lê Quang Hòa, giám đốc công ty cam kết toàn bộ chất thải này được chôn lấp ở trang trại, không có điểm nào khác. Formosa đã thừa nhận việc ký hợp đồng xử lý chất thải với Công ty môi trường đô thị thị xã Kỳ Anh là sai phạm vì công ty này không có chức năng xử lý chất thải công nghiệp.[25]
- Chiều ngày 28/7/2016, người dân địa phương phát hiện 4 xe tải đang đổ trộm chất thải của Formosa gần khu dân cư, thuộc tổ dân phố Đông Trinh, phường Kỳ Trinh, thị xã Kỳ Anh (Hà Tĩnh). Được biết, sau khi bị nhà máy xử lý chất thải Phú Hà từ chối, Chủ tịch UBND thị xã Kỳ Anh đã chỉ đạo: Cho xe đổ tạm chất thải ngay gần nhà dân tại phường Kỳ Trinh.[26]

### Phản ứng chính quyền
- Về việc Công ty Formosa chôn lấp trái phép tại bãi rác thị trấn Thiên Cầm, huyện Cẩm Xuyên, ông Trần Hữu Duyệt - Phó Chủ tịch UBND huyện Cẩm Xuyên thừa nhận trách nhiệm thuộc về chính quyền, chính quyền đã có phần chủ quan.[24]
- Bên lề Hội thảo lập quy hoạch tài nguyên nước lưu vực sông Hồng - Thái Bình diễn ra sáng 14/7, Bộ trưởng Bộ Tài nguyên và Môi trường Trần Hồng Hà khẳng định: Nếu có đủ chứng cứ về việc chôn lấp chất thải của Formosa vi phạm pháp luật, các cơ quan chức năng sẽ xử lý nghiêm trên tinh thần "sai tới đâu xử lý nghiêm tới đó".[27]
- Liên quan đến việc Formosa liên tiếp để chất thải độc hại từ nhà máy này phát tán ra môi trường, UBND tỉnh Hà Tĩnh đã có quyết định thành lập tổ công tác đặc biệt do một phó chủ tịch tỉnh phụ trách. Tổ công tác có nhiệm vụ kiểm tra, giám sát toàn bộ quá trình xả thải tại nhà máy Formosa cũng như Khu Kinh tế Vũng Áng.[28]

### Biểu tình họp báo trước Formosa tại Đài Loan
- Một cuộc họp báo kết hợp biểu tình đã diễn ra trước trụ sở tập đoàn Formosa tại Đài Bắc, Đài Loan vào sáng ngày 10-8-2016 nhằm đòi lại công lý cho môi trường biển tại Việt Nam. Cụ thể là đòi Formosa công bố kết quả về việc ô nhiễm môi trường biển tại Việt Nam, phải có chương trình cụ thể để làm sạch môi trường biển cũng như phải bồi thường cho những nạn nhận bị thiệt hại.

Ngoài một số đại diện các tổ chức phi chính trị Đài Loan còn có sự tham dự của nhiều người Việt tại Đài Bắc, phần lớn là công nhân người Việt hiện đang làm việc tại đây.
Hà Tĩnh, Quảng Bình, Quảng Trị, Thừa Thiên - Huế là bốn tỉnh miền Trung bị ảnh hưởng nghiêm trọng nhất trong thảm họa này. Sau gần 3 tháng điều tra, trong buổi họp báo ngày 30-6-2016, đại diện Chính phủ đã xác định thủ phạm đàng sau thảm họa cá chết hàng loạt là công ty thép Formosa Hà Tĩnh. Công ty này đã thừa nhận gây ra sự cố ô nhiễm biển nghiêm trọng và cam kết bồi thường 500 triệu đô la Mỹ.

## Các nghi vấn cần làm rõ
- Điều 52 Luật Đầu tư năm 2005 cho thấy thời hạn hoạt động của dự án có vốn đầu tư nước ngoài phải phù hợp với yêu cầu hoạt động của dự án và không quá 50 năm; trường hợp cần thiết, Chính phủ quyết định thời hạn dài hơn đối với dự án nhưng không được quá 70 năm. Đối chiếu với hồ sơ tại thời điểm thanh tra, Thanh tra Chính phủ chưa thấy ý kiến của Chính phủ cho phép thời hạn hoạt động của dự án Formosa trên 50 năm. Theo nguồn tin từ Thanh tra Chính phủ, đến nay trách nhiệm của những tập thể, cá nhân có liên quan đến việc cấp phép cho Formosa đầu tư lên tới 70 năm vẫn chưa được làm rõ.[29]
- Chiều 15/9, 1 tàu chở hàng trọng tải lớn từ cảng Đại Liên (Trung Quốc) cập cảng Sơn Dương (Khu kinh tế Vũng Áng, thị xã Kỳ Anh, Hà Tĩnh), trên tàu chở các thiết bị, linh kiện kèm theo bùn bô xít. Liên quan đến vụ việc này, trao đổi với báo chí, Chi cục Hải quan cửa khẩu cảng Vũng Áng (Hà Tĩnh) cho biết: 168 tấn bùn bô xít do Formosa nhập khẩu, cơ quan hải quan Vũng Áng làm thủ tục thông quan, là loại hàng hóa miễn thuế, nằm trong danh mục được phép nhập khẩu do Bộ Công Thương cho phép nhập về. Ngày 19/9, Bộ Công Thương chính thức gửi đến các cơ quan báo chí, cho rằng Bộ Công Thương không cấp phép nhập khẩu 160 tấn hàng được cho là "bùn bô xít" cho Công ty TNHH Gang thép Hưng nghiệp Formosa Hà Tĩnh.[30]

## Ngư dân Miền Trung khởi kiện Formosa
- Ngày 26/9/2016, khoảng 600 giáo dân giáo xứ Phú Yên đã vào Hà Tĩnh để nộp đơn khởi kiện Formosa trước Tòa án nhân dân Thị xã Kỳ Anh. Nội dung chính trong đơn khởi kiện là, « Trách nhiệm bồi thường thiệt hại ngoài hợp đồng ».

Trong đơn khởi kiện, ngư dân yêu cầu nhà cầm quyền phải «Áp dụng biện pháp khẩn cấp tạm thời buộc Bị Đơn (Formasa Hà Tĩnh) tạm dừng hoạt động sản xuất cho đến khi có biện pháp khắc phục vĩnh viễn tình trạng xả thải gây ô nhiễm môi trường, nhằm ngăn chặn khả năng Bị Đơn (Formasa Hà Tĩnh) tiếp tục gây thiệt hại cho Nguyên Đơn. »
- Sau đó, ngày 5/10, Tòa án Thị xã Kỳ Anh đã trả toàn bộ 506 đơn khởi kiện đã nhận vì cho rằng "không có cơ sở".[32]
- Ngày 18/10/2016 có khoảng 1000 người dân ở huyện Quỳnh Lưu, Nghệ An do Linh mục Antôn Đặng Hữu Nam dẫn đầu nhắm vào Tòa án Thị xã Kỳ Anh (Hà Tĩnh) để khiếu nại về việc trả đơn khiếu nại của họ. Trước sự ngăn chặn và bủa vây của đông đảo nhân viên công lực cuộc khiếu nại của người dân không thể thực hiện được.[33]
- Ngày 21 Tháng 10, 2016 Ủy ban Nhân dân Thị xã Kỳ Anh ra thông báo không nhận đơn khiếu nại việc trả lại 506 đơn kiện Formosa của Tòa án Kỳ Anh vì thời gian cuối để nộp đơn khiếu nại đã hết hạn vào ngày 18 Tháng 10, chính là ngày đoàn người đến Kỳ Anh khiếu nại bị ngăn cản phải quay về.[34]

### Vụ kiện đơn giản và... phức tạp
Theo Luật sư Võ An Đôn, từ Đoàn luật sư Phú Yên, phân tích: "Vụ kiện này vừa đơn giản và vừa phức tạp. Đơn giản là Formosa đã nhận mình là thủ phạm gây ra thiệt hại rồi, đã bồi thường thiệt hại rồi. Chỉ cần người bị hại nộp đơn khởi kiện là đã có thể có bồi thường và thắng kiện rồi.". Tuy nhiên « Điểm khó là bên phía chính quyền có thể gây khó khăn cho việc khởi kiện, như họ có thể không nhận thụ lý vụ án chẳng hạn," ông Đôn nói với BBC.

### Năm 2017
- Sáng ngày 14/2, vào khoảng 1000 người dân ở các xã Quỳnh Ngọc, Quỳnh Thọ và Sơn Hải thuộc huyện Quỳnh Lưu, tỉnh Nghệ An đã xuống đường tuần hành đến tòa án Kỳ Anh, Hà Tĩnh để nộp đơn kiện Formosa.[36].[36][37][38] Vào ngày 15, cuộc tuần hành kết thúc. Đoàn tuần hành chỉ cử một số người lên nộp đơn.[39]